# Briana Cuoco
Briana Cuoco, född 29 november 1988 i Ventura, Kalifornien, är en amerikansk skådespelare.
Cuoco har bland annat medverkat i TV-serierna Harley Quinn och Dead Boy Detectives. Hon har även medverkat i filmen The Secret Life of College Escorts.

## Filmografi (i urval)
- 2018–2023 – Harley Quinn (TV-serie)
- 2022 – The Secret Life of College Escorts
- 2024 – Dead Boy Detectives (TV-serie)